# Englewood (Tennessee)
Englewood – miasto w Stanach Zjednoczonych, w stanie Tennessee, w hrabstwie McMinn.